# WALL-E
WALL•E je američki animirani film napravljen u CGI-u 2008. godine redatelja Andrewa Stantona. Producirao ga je Pixar Animation Studios u koprodukciji s Walt Disney Pictures, a distribuirao Walt Disney Studios Motion Pictures.
Film, koji je osmislio i napisao sam Stanton zajedno s Peteom Docterom i Jimom Reardonom, deveti je Pixarov dugometražni igrani film koji govori o robotu zvanom WALL•E koji je u dalekoj budućnosti jedini stanovnik planeta Zemlje koji su ljudi napustili zbog prekomjernog zagađenja i kontinuiranog nakupljanja otpada. Jednoga dana visokotehnološki robot po imenu E.V.E. spušta se s neba i WALL•E se zaljubljuje, a u ime te ljubavi njih dvoje dožive avanturu koja mijenja njihovu sudbinu i sudbinu čovječanstva.
Film je bio hvaljen zbog svoje kvalitete animacije, tehnologije, priče i soundtracka osvojivši brojne nagrade uključujući Oscara za najbolji animirani film (od 7 nominacija), Zlatni globus i BAFTA-u u istoj kategoriji. Posvećen je Justinu Wrightu, Pixarovom animatoru koji je umro u studiju tvrtke 18. ožujka 2008. godine.

## Radnja
Godine 2105. razina zagađenja planeta Zemlje je vrlo visoka, površina Zemlje sada je potpuno prekrivena smećem. Buy n Large Corporation (BnL), velika komercijalna tvrtka koja je preuzela vladu svijeta, izgradila je flotu velikih svemirskih brodova, čiji je vodeći brod Axiom, na kojem je čovječanstvo krenulo na petogodišnje krstarenje kako bi preživjelo, dok je na Zemlji BnL izgradio i implementirao vojsku robota pod nazivom WALL•E (Waste Allocation Load Lifter • Earth-Class) što se da prevesti kao 'Dizač tereta za raspodjelu otpada • Zemljana klasa', zaduženo za čišćenje, zbijanje otpada u kocke. Nešto nažalost ne ide kako bi trebalo: iz neodređenih razloga roboti polako se počinju gasiti, i 2110. godine ne može biti održana misija ponovnog ulaska, jer planet još uvijek nije očišćen. Međutim, samo jedan od robota ostaje u pogonu.
2805. godine WALL•E, posljednji u nizu robota izvorno prisutnih na Zemlji, nastavlja neustrašivo 700 godina svoj rad kao čistač planeta, iz dana u dan, zbijajući i pohranjujući smeće u kocke koje je zatim složio jedne na drugi kako bi formirao stotine ogromnih nebodera otpada. Navečer se, nakon završetka posla, vraća u svoj dom, prikolicu kamiona (onog u kojem su izvorno živjeli svi roboti WALL•E), gdje čuva predmete koje smatra zanimljivima tijekom operacije čišćenja. Jedan od tih objekata je stara videosnimka iz filma Hello, Dolly!. WALL•E je fasciniran ovim filmom, zbog kojeg jednog dana sanja o pronalaženju partnera, držanja za ruku, plesu s njom.. Tako je tijekom proteklih 7 stoljeća WALL•E, iz hladnog mehaničkog robota bez duše kakav je bio, razvio ljudsku osobnost.
Da bi prekinula ovu stoljetnu rutinu, jednog dana raketa se spušta s neba koja na planetu pošalje vrlo određenog robota i WALL•E se nada da će to slomiti njegovu beskrajnu usamljenost. Čini se da je robot ženka, ima oblik jajeta i mnogo je više tehnološke razine: zapravo može letjeti i snimati slike, kao i imati pristojnu sposobnost govora i opremljen snažnim usmjerenim energetskim oružjem. Kada upozna WALL•E-a, robot iz svemira predstavlja se kao EVE (Extraterrestrial Vegetation Evaluator, 'Ispitivač Izvanzemaljske Vegetacije'). WALL•E ne zna što je EVE došla učiniti na svom planetu; kada se dva robota, govoreći međusobno pitaju o vlastitoj direktivi, WALL•E pokazuje da je njegova zadaća zbiti otpad, EVE mu umjesto toga kaže da je njezina direktiva povjerljiva. U međuvremenu stiže oluja: WALL•E vodi EVE na sigurno, u svoj "dom", počevši sklapati prijateljstvo. Kada joj u svom domu pokaže sadnicu koju je pronašao u ruševinama, identificirajući da je to znak života na naizgled mrtvom planetu, EVA ju uzima i spremajući ju unutar sebe, u posebnom spremniku, deaktivira se. Njezina misija bila je pronaći oblik života na Zemlji, planetu koji se sada smatra beživotnim. WALL•E, koji je postao privržen EVI, i dalje se bori s neživim robotom, ali unatoč tome i dalje se brine o njoj nadajući se njezinom buđenju. Nedugo zatim raketa, bez posade i potpuno automatizirana, vraća se po nju, ali WALL•E je ne želi pustiti.

## Glumačka postava
| Američka verzija  | Hrvatska verzija | Lik                      |
| ----------------- | ---------------- | ------------------------ |
| Fred Willard      | Maro Martinović  | Shelby Forthright        |
| Ben Burtt         | Janko Rakoš      | WALL•E                   |
| Ben Burtt         | Nikola Dabac     | M•0                      |
| Elissa Knight     | Maja Katić       | EVE / EVA                |
| John Ratzenberger | Siniša Ružić     | Johnn / Ivan (HR)        |
| Jeff Garlin       | Ljubo Zečević    | Captain B. McCrea        |
| MacInTalk         | Marinko Prga     | Pilot                    |
| Kathy Najimy      | Mirela Brekalo   | Mery / Meri (HR)         |
| Sigourney Weaver  | Jasna Bilušić    | Axiom / Brodsko računalo |

## Produkcija
Prema riječima redatelja Andrewa Stantona, prva ideja za izradu WALL•E-a pala mu je na pamet 1994. godine kada su na ručku s drugim kreativnim umovima Pixara (John Lasseter, Pete Docter i Joe Ranft) razmišljali o tome koje nove filmove snimiti nakon što su uspjeli dovesti Priču o igračkama, njihov prvi film, u kino. Tim je na tom ručku osmislio neke od svojih najpopularnijih filmova - Priča o igračkama 2, Život buba, Čudovišta iz ormara i Potraga za Nemom. U jednom trenutku, Stanton je predložio ideju o robotu zaglavljenom na Zemlji nakon što je čovječanstvo otišlo zbog zagađenja. Stanton je već predvidio dvije temeljne karakteristike filma: odsutnost dijaloga između robota i ljubavnu priču. Još nije bilo sazrelo vrijeme za rješavanje tih tema, pa je projekt stavljen sa strane. Kada je Stanton tada radio na svom prvom filmu Potraga za Nemom, ideja o posljednjem robotu na Zemlji vratila mu se u mislima i ponovno ju je počeo realizirati, istovremeno s Nemom.

### Pretprodukcija
Ako je na strani pripovijedanja film uglavnom ljubavna priča, na strani tehničke realizacije to je počast najvažnijim znanstveno fantastičnim filmovima sedamdesetih i osamdesetih godina. Među filmovima koji su inspirirali redatelja za film WALL•E spomenuo je:
- 2001.: Odiseja u svemiru (1968.)
- Planet majmuna (1968.)
- Silent Running (1972.)
- Bliski susreti treće vrste (1977.)
- Zvjezdane staze 1 (1979.)
- Alien (1979.)
- Tajna Jupiterovog mjeseca (1981.)
- Istrebljivač (1982.)
- Tron (1982.)
- E.T. (1982.)
- Kratki spoj (1986.)

Za izradu modela robota WALL•E, Pixarovi animatori proučavali su prave robote, prave kompaktore za smeće, a s grafičkog stajališta osvrnuli su se na Disneyjevu tradiciju koristeći stare pripremne crteže Tomorrowlanda, futurističkog dijela Disneylanda.
Za osobnost robota vidjeli su i proučavali nijeme filmove dvadesetih godina. Tijekom prvog dijela filma ne možete čuti ništa osim nerazgovjetnih zvukova koje emitira WALL•E, pa su ga kritičari usporedili s pantomimičarem nijeme kinematografije, ako ne i s istim Charlotom Charlieja Chaplina.

### IzborHello, Dolly!
Robot WALL•E svoju je osobnost stekao nakon stoljeća provedenih u kontaktu sa smećem koje su ostavili muškarci, a posebno s njihovim predmetima koji se još uvijek mogu popraviti među otpadom, uključujući i videosnimku filma Hello, Dolly! zahvaljujući kojem WALL•E otkriva ljubav i postaje svjestan svoje usamljenosti. Upravo su s tim snimkama filmaši filma namjeravali uzbuditi gledatelje, gradeći ljubavnu priču između dva robota. Naglasiti emocionalni utjecaj ovog aspekta filma poslužilo je kontrastu s preobrazbom čovječanstva, a posebno romantičnom pjesmom preuzetom s kraja fima Hello, Dolly!.
Redatelj je želio odabrati glazbu koja je u suprotnosti s futurističkim izgledom filma. Isprva je razmišljao o swing glazbi francuskih tridesetih godina, ali ista ideja bila je osnova animiranog filma Trojke iz Bellevillea, objavljenog 2003. godine (tijekom snimanja WALL•E-a). Onda se redatelj odlučio za broadwayski mjuzikl. Pjesma koja ga je potaknnula u Hello, Dolly! (mjuzikl redatelja Genea Kellyja iz 1969., u kojem glume Barbra Streisand i Walter Matthau) bila je pjesma Put on Your Sunday Clothes, koju je u filmu izveo Michael Crawford. Stihovi ove pjesme počinju riječima Out there ('Tamo vani'), prema redatelju to je bio idealan incipit za filmski set u svemiru. Još jedna pjesma privukla je redateljevu pažnju: It only takes a moment, romantična tema filma. Pokazujući EVE scenu vezanu uz ovu pjesmu WALL•E ima priliku reći "volim te" čak i ako ne zna govoriti.

## Kratki filmovi

### Presto
Zajedno s filmom WALL•E, u kinu se prikazao originalni kratki film Presto, također u produkciji Walt Disney Picturesa i Pixara, priča o Presto DiGiotagione, mađioničaru koji se bori s gladnim zecom koji uništava predstavu. Kratki film otvoreno je inspiriran crtićima Warner Brosa Merrie Melodies, Toma & Jerryja, a posebno Chucka Jonesa i Texa Averyja. Kratki film je kasnije objavljen na DVD-u i BD izdanju WALL•E-a.

### BURN•E
Ovaj kratki film dostupan je na DVD-u/BD-u WALL•E-a. Ime je uzeo po robotu za popravak koji se može vidjeti na nekoliko sekundi u filmu, koji na svom tijelu prikazuje natpis BURN•E. Kratki film pripovijeda o tragikomičnim avanturama jadnog robota, koje je AUTO naručio u radnji paralelnoj s radnjom filma kako bi zamijenio uređaj koji WALL•E ne namjerno oštećuje kao rezultat svog djelovanja u "poetskoj" sceni glavnog filma, ali da radnje likova filma i dalje sprječavaju popravak ili oštećenje.

## Vanjske poveznice
- Službena stranica
- WALL-E u internetskoj bazi filmova IMDb-a